# High on Fire
High on Fire ist eine US-amerikanische Sludge- und Stoner-Metal-Band aus Oakland, Kalifornien, die 1998 gegründet wurde. Die Band hat bisher neun Alben veröffentlicht. 2019 gewann die Band einen Grammy für „Best Metal Performance“ für ihren Song Electric Messiah.

## Geschichte
High on Fire wurde 1998 von Sleep-Gitarrist Matt Pike, Schlagzeuger Des Kensel und Bassist George Rice (von Dear Deceased, der ursprünglich als Sänger der Band vorspielte) gegründet. Das erste Full-Length-Album der Band, The Art of Self Defense, wurde auf 12th Records veröffentlicht und später auf Man’s Ruin Records veröffentlicht (Das Album wurde später von Tee Pee Records mit zwei Bonustracks wiederveröffentlicht, da sich Man's Ruin Records aufgelöst hatte).
2001 unterzeichneten High on Fire einen Plattenvertrag mit Relapse Records und nahmen das Album Surrounded by Thieves auf. Das Album wurde am 28. Mai 2002 veröffentlicht. Nach den Tourneen zur Promotion von Surrounded by Thieves verließ Bassist George Rice die Band und wurde durch Ex-Melvins/Thrones-Bassist Joe Preston ersetzt.
Das nächste Album der Band, Blessed Black Wings von 2005, wurde größtenteils von Pike und Kensel geschrieben. Das Album wurde von Steve Albini produziert und wurde am 1. Februar 2005 veröffentlicht. Für den Song Devilution wurde ein Musikvideo produziert. Während der Tour mit Goatwhore und Watch Them Die, um Blessed Black Wings zu promoten, verließ Joe Preston die Band aus nicht genannten Gründen und wurde vorübergehend durch Zeke-Bassist Jeff Matz ersetzt. Matz beendete die Tour mit High on Fire und wurde während der Aufnahmen zu Death Is This Communion ein Vollzeitmitglied. Death Is This Communion wurde am 18. September 2007 (10. September in Europa) veröffentlicht.
Nachdem Death is This Communion veröffentlicht wurde, spielten High on Fire eine kleine Reihe von Shows, um es zu promoten. Im September und Oktober 2007 absolvierte die Band eine Headline-Tour durch Nordamerika, bei der sie von der japanischen Post-Rock-Band Mono sowie von Panthers und Coliseum unterstützt wurde. High on Fire spielten auch auf der Gigantour 2008, der eine Nordamerika-Tour mit den Bands Opeth, Baroness und Nachtmystium folgte.
Am 17. Dezember 2008 unterzeichneten High on Fire einen Plattenvertrag mit Koch Records. Am 1. August 2009 wurde bekannt gegeben, dass ein neues Album mit dem Produzenten Greg Fidelman aufgenommen werden würde. Später im selben Monat, nach der Bekanntgabe des neuen Albums, kündigten High on Fire eine Tour mit Mastodon, Dethklok und Converge an. Die Tour dauerte vom 2. Oktober bis zum 21. November.
Im August 2009 ging die Band in die Postproduktion des Nachfolgers von Death Is This Communion in den The Pass Studios in Los Angeles. Das Album-Artwork für das neue Album wurde am 7. Januar 2010 veröffentlicht. Am 15. Januar, nach der Veröffentlichung des Album-Artworks, wurde der Song Frost Hammer auf der Myspace-Seite der Band gepostet, und ein Video für den Song wurde am 16. März 2010 veröffentlicht. High on Fire's fünftes Album Snakes for the Divine wurde offiziell am 23. Februar 2010 veröffentlicht.
Im März 2010 kündigte die Band eine Headliner-Tour durch die USA an, um das Album zu promoten; zu den Vorbands der Tour gehören Priestess, Black Cobra und Bison B.C. Am 6. April 2010 gab die Band bekannt, dass sie für acht Shows in Europa das Vorprogramm von Metallica spielen würde.
Im Jahr 2010 wurde die Band als Teil des Soundtracks für Namco Bandai Games’ 2010 Remake von Splatterhouse bestätigt. Am 3. April 2012 veröffentlichten High on Fire ihr sechstes Studioalbum, De Vermis Mysteriis. Sammy O'Hagar, Redakteur der Metalsucks.net-Rezensionen, argumentierte, dass sich die Band seit ihrem letzten Album „in epischer Weise erholt“ habe und dass „selbst für eine so geschätzte Band wie High on Fire [De Vermis Mysteriis] ein Karrierehöhepunkt ist.“
High on Fire sollten 2012 auf dem Mayhem Festival spielen, brachen die Tour aber aufgrund des Gesundheitszustandes von Matt Pike ab. Matt Pike kehrte zur Band zurück und sie begannen im November 2012 wieder zu touren.
High on Fire's Album Luminiferous wurde am 7. Juni 2015 als Preview bei NPR Music in voller Länge zum kostenlosen Streaming verfügbar, die offizielle Veröffentlichung des Albums erfolgte neun Tage später am 16. Juni. Luminiferous ist das zweite High on Fire Album in Folge, das von Converge-Gitarrist Kurt Ballou produziert wurde. NPR-Rezensent Adrien Begrand schreibt Kurt Ballou zu, dass er den Sound der Band auf dem vorherigen Album verjüngt hat und lobt das Album als Beweis für die Beständigkeit von High on Fire, die durch die "richtige Kombination aus Festhalten an der Formel und subtilen Experimenten" angetrieben wird. Dan Epstein, der für den Rolling Stone schreibt, stimmt zu, dass "man definitiv behaupten kann, dass Luminiferous das bisher beste Album von High on Fire ist.
Bei der 61. Grammy-Verleihung am 10. Februar 2019 gewannen High on Fire ihren ersten Grammy für „Best Metal Performance“ für ihren Song Electric Messiah.
Schlagzeuger und Mitbegründer Des Kensel gab am 26. Juli 2019 seinen Ausstieg aus der Band bekannt.

## Galerie

High on Fire
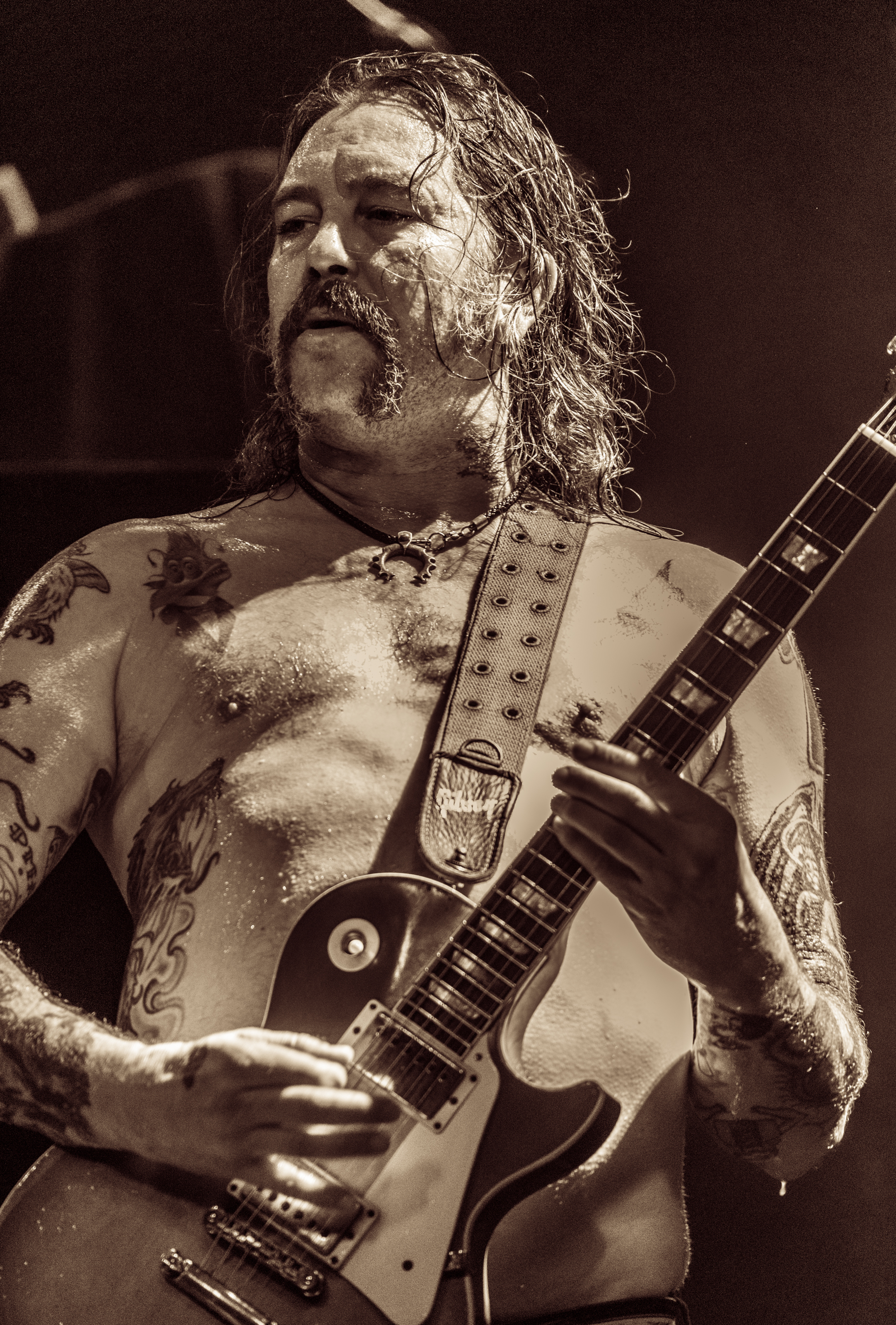
Matt Pike
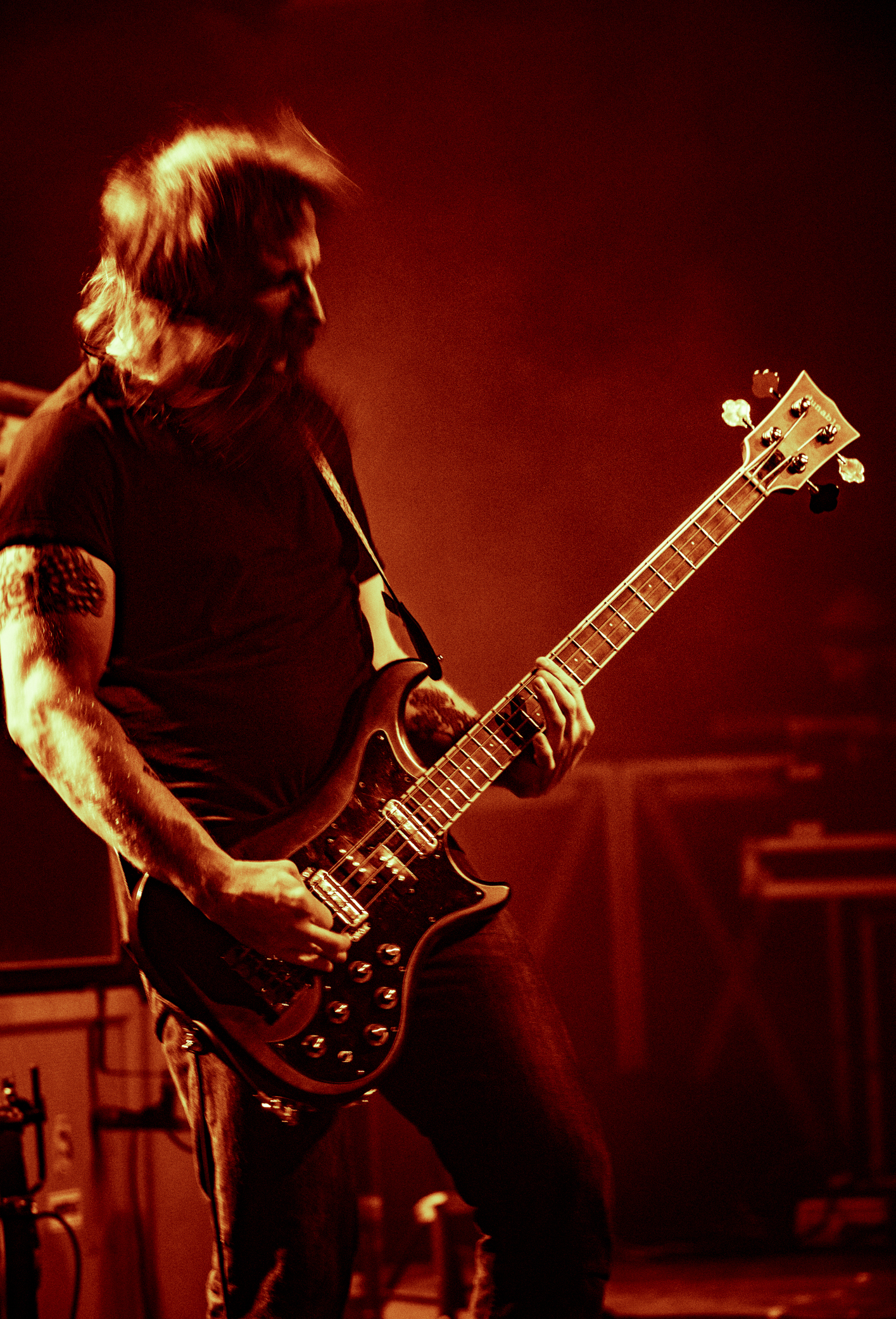
Jeff Matz
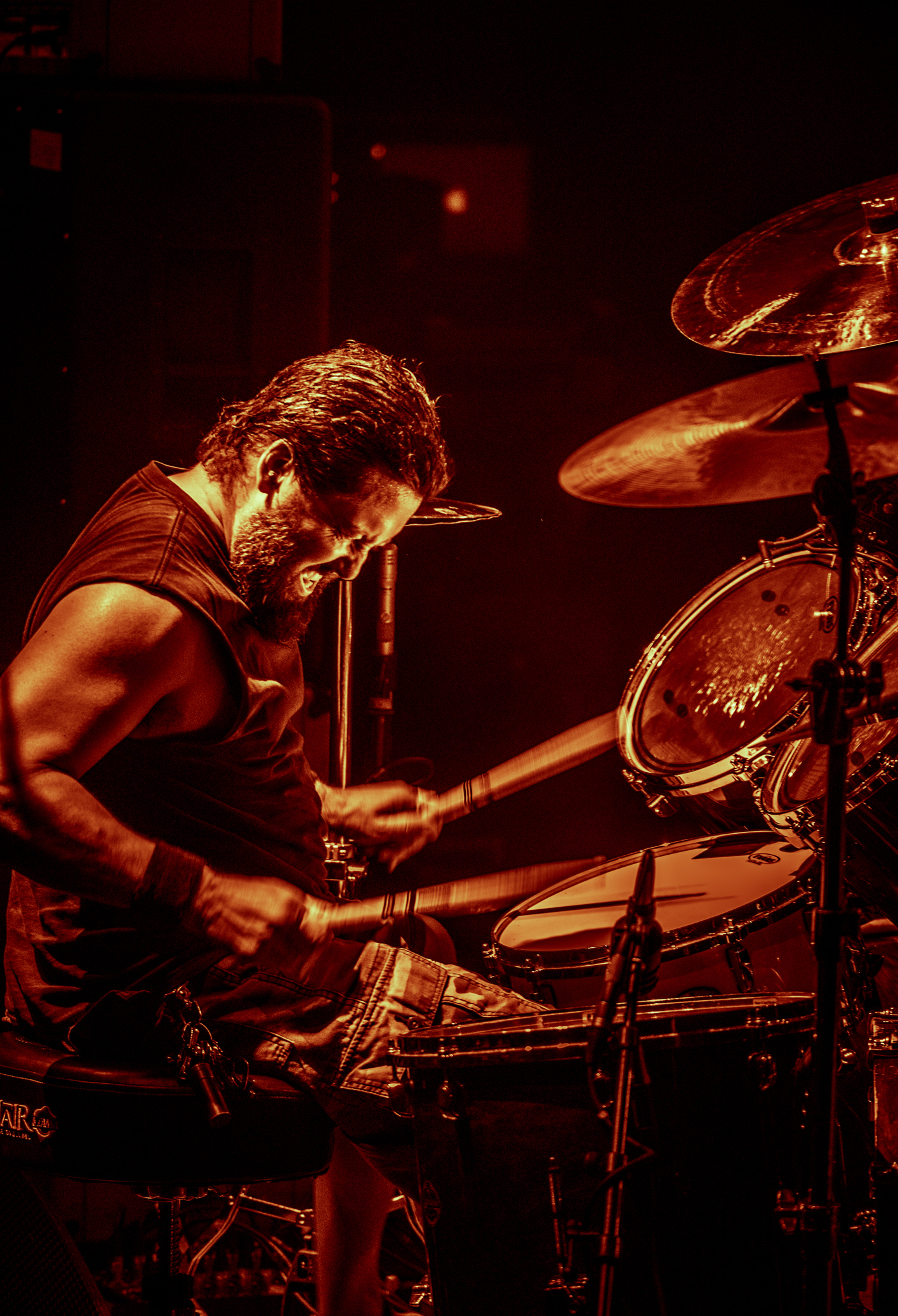
Des Kensel

## Diskografie
Alben
- 1999: The Art of Self Defense (Man's Ruin Records)
- 2002: Surrounded by Thieves (Relapse Records)
- 2005: Blessed Black Wings (Relapse Records)
- 2007: Death Is This Communion (Relapse Records)
- 2010: Snakes for the Divine (E1 Entertainment)
- 2012: De Vermis Mysteriis (E1 Entertainment)
- 2015: Luminiferous (E1 Entertainment)
- 2018: Electric Messiah (E1 Entertainment)
- 2024: Cometh the Storm (E1 Entertainment)

Live-Alben
- 2005: Live from the Relapse Contamination Festival (Relapse Records)
- 2013: Spitting Fire Live Vol. 1 (E1 Entertainment)
- 2013: Spitting Fire Live Vol. 2 (E1 Entertainment)

EPs
- 1999: High on Fire (12th Records)
- 2003: Mastodon - Hung, Drawn & Quartered / March of the Fire Ants (Relapse Records)
- 2005: Ruins - Brother in the Wind / Gwodhunqa (Skin Graft Records, Relapse)
- 2007: Coliseum (2) / Baroness - Untitled (Relapse Records)
- 2012: Valient Thorr - Speak in Tongues / Beast with a Billion Eyes (Volcom Ent. Vinyl Club)
- 2013: Slave the Hive (Scion Audio/Visual)
- 2019: Bat Salad (E1 Entertainment)

Singles
- 2005: Blessed Black Wings (Relapse Records)
- 2010: Speak in Tongues